# ケン・ローストン
ケン・ローストン（Ken Ralston、1954年 - ）は、アメリカ合衆国の視覚効果アーティストである。

## 人物
インダストリアル・ライト&マジック創業時から、ジョン・ダイクストラ、デニス・ミューレン、リチャード・エドランド、フィル・ティペットと並んでベテランのVFXアーティストとして現在も第一線で活躍している。
「Ralston」の表記の発音は英語ではローストンが近いが、日本ではラルストンと表記されることが多い。
ILMでデニス・ミューレンと並んで長年ベテランのVFXスーパーバイザーとして活躍していたが、1996年にSPEによって招かれてソニー・ピクチャーズ・イメージワークス（略称:SPI）の社長に就任。ローストンの指揮でSPIを再編成し、優れたVFXスタッフを集めてVFXスタジオとしての技術力と経営能力を高めた。
映画監督のロバート・ゼメキスとは『バック・トゥ・ザ・フューチャー』以後のVFXスーパーバイザーを担当して以来、『ロジャー・ラビット』、『バック・トゥ・ザ・フューチャー PART2』、『バック・トゥ・ザ・フューチャー PART3』、『永遠に美しく…』、『フォレスト・ガンプ/一期一会』、『コンタクト』、『キャスト・アウェイ』、『ポーラー・エクスプレス』、『ベオウルフ/呪われし勇者』等、数多くのゼメキスの作品のVFXスーパーバイザーの仕事を担当している。

## 主なフィルモグラフィ
- スター・ウォーズ Star Wars Episode (1977)
- スター・ウォーズ/帝国の逆襲 The Empire Strikes Back (1980)
- ドラゴンスレイヤー Dragonslayer (1981)
- スタートレックII カーンの逆襲 Star Trek II: The Wrath of Khan (1982)
- スター・ウォーズ/ジェダイの復讐 Return of the Jedi (1983)
- スタートレックIII ミスター・スポックを探せ! Star Trek III: The Search for Spock (1984)
- コクーン Cocoon (1985)
- バック・トゥ・ザ・フューチャー Back to the Future (1985)
- スタートレックIV 故郷への長い道 Star Trek IV: The Voyage Home (1986)
- ゴールデン・チャイルド The Golden Child (1986)
- ロジャー・ラビット Who Framed Roger Rabbit (1988)
- バック・トゥ・ザ・フューチャー PART2 Back to the Future Part II (1989)
- 夢 Dreams (1990)
- バック・トゥ・ザ・フューチャー PART3 Back to the Future Part III (1990)
- ロケッティア The Rocketeer (1991)
- 永遠に美しく… Death Becomes Her (1992)
- フォレスト・ガンプ/一期一会 Forrest Gump (1994)
- マスク The Mask (1994)
- アメリカン・プレジデント The American President (1995)
- ジュマンジ Jumanji (1995) (visual effects supervisor)
- フェノミナン Phenomenon (1996)
- マイケル Michael (1996)
- コンタクト Contact (1997)
- パッチ・アダムス トゥルー・ストーリー Patch Adams (1998)
- キャスト・アウェイ Cast Away (2000)
- アメリカン・スウィートハート America's Sweethearts (2001)
- メン・イン・ブラック2 Men in Black II (2002)
- フォーガットン The Forgotten (2004)
- ポーラー・エクスプレス The Polar Express (2004)
- ベオウルフ/呪われし勇者 Beowulf (2007)
- アリス・イン・ワンダーランド Alice in Wonderland (2010)
- メン・イン・ブラック3 Men in Black 3 (2012)
- アリス・イン・ワンダーランド/時間の旅 Alice Through the Looking Glass (2016)

## 受賞とノミネート
| 賞               | 年   | 部門                          | 作品名                               | 結果       |
| ---------------- | ---- | ----------------------------- | ------------------------------------ | ---------- |
| アカデミー賞     | 1981 | 視覚効果賞                    | ドラゴンスレイヤー                   | ノミネート |
| アカデミー賞     | 1983 | 特別業績賞 (視覚効果に対して) | スター・ウォーズ/ジェダイの復讐      | 受賞       |
| アカデミー賞     | 1986 | 視覚効果賞                    | コクーン                             | 受賞       |
| アカデミー賞     | 1988 | 視覚効果賞                    | ロジャー・ラビット                   | 受賞       |
| アカデミー賞     | 1989 | 視覚効果賞                    | バック・トゥ・ザ・フューチャー PART2 | ノミネート |
| アカデミー賞     | 1992 | 視覚効果賞                    | 永遠に美しく…                        | 受賞       |
| アカデミー賞     | 1994 | 視覚効果賞                    | フォレスト・ガンプ/一期一会          | 受賞       |
| アカデミー賞     | 2010 | 視覚効果賞                    | アリス・イン・ワンダーランド         | ノミネート |
| 英国アカデミー賞 | 1983 | 特殊視覚効果賞                | スター・ウォーズ/ジェダイの復讐      | 受賞       |
| 英国アカデミー賞 | 1985 | 特殊視覚効果賞                | バック・トゥ・ザ・フューチャー       | ノミネート |
| 英国アカデミー賞 | 1988 | 特殊効果賞                    | ロジャー・ラビット                   | 受賞       |
| 英国アカデミー賞 | 1989 | 特殊効果賞                    | バック・トゥ・ザ・フューチャー PART2 | 受賞       |
| 英国アカデミー賞 | 1992 | 特殊効果賞                    | 永遠に美しく…                        | 受賞       |
| 英国アカデミー賞 | 1994 | 特殊効果賞                    | フォレスト・ガンプ/一期一会          | 受賞       |
| 英国アカデミー賞 | 2010 | 特殊視覚効果賞                | アリス・イン・ワンダーランド         | ノミネート |